# ロコモティブ・ペンザ
ロコモティブ・ペンザ(Lokomotiv Penza)は、ロシア・ペンザに本拠地を置くラグビーユニオンクラブである。本拠地はピェルヴォマイスキースタジアム。ロシアン・ラグビー・チャンピオンシップに所属。

## 歴史
2018年、創設。
2021年、ラグビー・ヨーロッパ・スーパーカップに参戦。

## スコッド
- ヴィクトル・グレセフ(ロシア代表)
- セルゲイ・ヤンユシュキン(ロシア代表)